# Station Villers-sur-Mer
Station Villers sur Mer is een spoorweghalte in de Franse gemeente Villers-sur-Mer. Zij wordt bediend door treinen van het netwerk Nomad Train op het traject Trouville-Deauville - Dives-Cabourg.